# Sagariste
Sagariste is een plaats in de Estlandse gemeente Saaremaa, provincie Saaremaa. De plaats heeft de status van dorp (Estisch: küla) en telt 14 inwoners (2021).
Tot in oktober 2017 behoorde Sagariste tot de gemeente Pihtla. In die maand werd Pihtla bij de fusiegemeente Saaremaa gevoegd.
De plaats ligt in het beschermde natuurgebied Võrsna hoiuala (5,4 km²) en aan de Põhimaantee 10, de hoofdweg van Risti naar Kuressaare.
In Sagariste staat een voormalige baptistenkerk. Het houten gebouw kwam gereed in 1932. In 2000 was het aantal gelovigen zo ver afgenomen dat de kerk werd gesloten. In 2005 werd ze verkocht.

## Geschiedenis
Sagariste werd in 1683 voor het eerst genoemd onder de naam Zaggerost of Saggerist, een nederzetting op het landgoed van Kõljala. De naam is afgeleid van de voornaam Zacharias. Tussen 1977 en 1997 maakte Sagariste deel uit van het buurdorp Eiste.